# ジョシュ・ジェームズ (野球)
ジョシュア・ジェームズ（Joshua James, 1993年3月8日 - ）は、アメリカ合衆国フロリダ州ブロワード郡ハリウッド出身のプロ野球選手（投手）。右投右打。

## 経歴
2014年のMLBドラフト34巡目（全体1006位）でヒューストン・アストロズから指名され、プロ入り。契約後、傘下のアパラチアンリーグのルーキー級グリーンビル・アストロズでプロデビュー。13試合（先発6試合）に登板して1勝3敗、防御率2.72、45奪三振を記録した。
2015年はA級クァッドシティ・リバーバンディッツでプレーし、24試合（先発18試合）に登板して7勝4敗1セーブ、防御率2.63、89奪三振を記録した。
2016年はA+級ランカスター・ジェットホークスでプレーし、23試合（先発19試合）に登板して9勝5敗1セーブ、防御率4.81、121奪三振を記録した。
2017年はAA級コーパスクリスティ・フックスでプレーし、21試合（先発11試合）に登板して4勝8敗3セーブ、防御率4.38、72奪三振を記録した。
2018年にMLB.comが発表したプロスペクトランキングでは、アストロズの組織内で開幕前にはランク外も、シーズン途中で6位にランクインした。この年マイナーではAA級コーパスクリスティとAAA級フレズノ・グリズリーズでプレーし、2球団合計で23試合（先発21試合）に登板して6勝4敗1セーブ・防御率3.23・171奪三振を記録した。8月31日、セプテンバー・コールアップの翌9月1日にメジャー契約を結んでアクティブ・ロースター入りすると報じられた。予定通り昇格となり、メジャーデビューとなった9月1日のロサンゼルス・エンゼルス戦では先発して5回3失点、9奪三振の投球を見せた（勝敗付かず）。2試合リリーフで登板後、2度目の先発となった9月18日のシアトル・マリナーズ戦では5.1回を無失点、7奪三振の好投でメジャー初勝利を挙げた。

## 投球スタイル
フォーシームは95〜97mph（約152.9〜156.1km/h）を計測し、変化球ではスライダーとチェンジアップを投げる。

## 詳細情報

### 年度別投手成績
| 年 度    | 球 団    | 登 板 | 先 発 | 完 投 | 完 封 | 無 四 球 | 勝 利 | 敗 戦 | セ 丨 ブ | ホ 丨 ル ド | 勝 率 | 打 者 | 投 球 回 | 被 安 打 | 被 本 塁 打 | 与 四 球 | 敬 遠 | 与 死 球 | 奪 三 振 | 暴 投 | ボ 丨 ク | 失 点 | 自 責 点 | 防 御 率 | W H I P |
| -------- | -------- | ----- | ----- | ----- | ----- | -------- | ----- | ----- | -------- | ----------- | ----- | ----- | -------- | -------- | ----------- | -------- | ----- | -------- | -------- | ----- | -------- | ----- | -------- | -------- | ------- |
| 2018     | HOU      | 6     | 3     | 0     | 0     | 0        | 2     | 0     | 0        | 2           | 1.000 | 91    | 23.0     | 15       | 3           | 7        | 0     | 2        | 29       | 0     | 0        | 6     | 6        | 2.35     | 0.96    |
| 2019     | HOU      | 49    | 1     | 0     | 0     | 0        | 5     | 1     | 1        | 6           | .833  | 266   | 61.1     | 46       | 10          | 35       | 0     | 4        | 100      | 6     | 0        | 34    | 32       | 4.70     | 1.32    |
| 2020     | HOU      | 13    | 2     | 0     | 0     | 0        | 1     | 0     | 0        | 4           | 1.000 | 83    | 17.1     | 15       | 4           | 17       | 0     | 2        | 21       | 2     | 0        | 14    | 14       | 7.27     | 1.85    |
| 2021     | HOU      | 5     | 0     | 0     | 0     | 0        | 0     | 0     | 0        | 0           | ----  | 21    | 5.0      | 4        | 1           | 2        | 0     | 0        | 8        | 2     | 0        | 3     | 3        | 5.40     | 1.20    |
| MLB：4年 | MLB：4年 | 74    | 6     | 0     | 0     | 0        | 8     | 1     | 1        | 12          | .889  | 461   | 106.2    | 80       | 18          | 61       | 0     | 8        | 158      | 10    | 0        | 57    | 55       | 4.64     | 1.32    |

- 2021年度シーズン終了時

### 年度別守備成績
| 年 度 | 球 団 | 投手（P） | 投手（P） | 投手（P） | 投手（P） | 投手（P） | 投手（P） |
| 年 度 | 球 団 | 試 合     | 刺 殺     | 補 殺     | 失 策     | 併 殺     | 守 備 率  |
| ----- | ----- | --------- | --------- | --------- | --------- | --------- | --------- |
| 2018  | HOU   | 6         | 0         | 1         | 0         | 0         | 1.000     |
| 2019  | HOU   | 49        | 1         | 3         | 0         | 1         | 1.000     |
| 2020  | HOU   | 13        | 1         | 1         | 0         | 0         | 1.000     |
| MLB   | MLB   | 68        | 2         | 5         | 0         | 1         | 1.000     |

- 2020年度シーズン終了時

### 背番号
- 63（2018年）
- 39（2019年 - ）